# Pycnoclavella neapolitana
Pycnoclavella neapolitana is een zakpijpensoort uit de familie van de Clavelinidae. De wetenschappelijke naam van de soort is, als Archiascidia neapolitana, voor het eerst geldig gepubliceerd in 1904 door Julin.